# Love (альбом The Beatles)
Love (с англ. — «Любовь») — ремиксовый альбом группы The Beatles, выпущенный в 2006 году. Награждён премией «Грэмми».
Содержимое альбома представляет собой саундтрек к одноимённому представлению цирковой труппы Cirque du Soleil, скомпилированный и смикшированный без добавления каких-либо «новых» звуков, а только из записей, сделанных участниками The Beatles в годы существования коллектива (записи в студии: либо отдельные треки, либо миксы, не вошедшие в официальную дискографию группы; записи с концертов; демозаписи, сделанные как в студии, так и дома). Компиляцию и продюсирование осуществили оригинальный продюсер The Beatles Джордж Мартин и его сын Джайлс Мартин, который сказал: «То, что люди услышат в этом альбоме — это новый опыт и возможность заново пережить весь период музыкальной жизни The Beatles за очень сжатое время».
Надпись на стикере, на обложке альбома, гласит: «The Beatles as you’ve never heard them before…» — «Битлз, какими вы никогда не слышали их раньше…».

## История создания альбома
Джордж Мартин и его сын Джайлс начали работу над Love после получения разрешений от Пола Маккартни, Ринго Старра, Йоко Оно и Оливии Харрисон (две последних представляли интересы соответственно Джона Леннона и Джорджа Харрисона). При обсуждении проекта Джайлс Мартин отметил, что элементы для композиции взяты из записей в «каталоге The Beatles» (архиве, включающем в себя весь материал, записанный ими в студии): «это оригинальные 4 трека, 8 треков или 2 трека; эта палитра звуков и музыки и была использована для создания звукового полотна». Джордж Мартин также пообещал приз тому, кто расшифрует «код», найденный в альбоме.
Джайлз Мартин говорил в интервью, что он опасался, что проекту не дадут «зелёный свет», так что он начал делать цифровые копии с оригинальных многодорожечно записанных плёнок сразу же в начале работы над проектом. Он также говорил, что он и его отец смикшировали больше музыки, чем было окончательно издано в альбоме, включая песню «She's Leaving Home», а также версию песни «Girl», которую он особенно любил и которая была выпущена в 2011 году в качестве одного из бонус-треков в версии альбома для iTunes.
Маккартни и Старр, оставшиеся в живых участники The Beatles, очень положительно отозвались об альбоме. Маккартни отметил, «что этот альбом снова собрал The Beatles вместе, потому что вдруг Джон и Джордж оказались вместе со мной и Ринго». Старр выразил признательность Джорджу и Джайлзу Мартинам за альбом и сказал, что альбом очень мощен для него и он даже услышал материал, про который забыл, что он был записан.
Альбом наполнен чувством любви, и поэтому он называется Beatles LOVE, — добавила Йоко Оно Леннон. Самое удивительное в этом то, что вы можете разобрать его на части, и все элементы несут в себе суть всей песни, — сказала Оливия Харрисон. Тони Уодсворт, председатель и главный исполнительный директор EMI Music в Великобритании и Ирландии, сказал: «В высшей степени оригинальная работа над альбомом LOVE дает нам действительно новый альбом Beatles. Это заставляет нас ещё больше уважать, если это было возможно, творчество и гениальность группы, стоящей за величайшим каталогом в истории записанной музыки».
Альбом был впервые публично проигран на передаче The Geoff Show радиостанции Virgin Radio. Диджей Virgin Radio Джефф Ллойд, поклонник The Beatles, решил проиграть весь альбом без остановки, чтобы юные поклонники испытали ощущение прослушивания «премьеры альбома».
Love достиг 3-го места в чарте UK Albums Chart за первую неделю после выпуска, встав после альбома The Love Album группы Westlife и сборника группы Oasis под названием Stop the Clocks.
Альбом также добился успеха в США, дебютировав на 4-м месте в чарте Billboard 200, где он был сертифицирован как «платиновый» в конце 2006 года. На 50-й юбилейной церемонии премии «Grammy Award» 10 февраля 2008 года альбом был удостоен Grammy в двух категориях − «Best Compilation Soundtrack Album» и «Best Surround Sound Album».
Love был выпущен как пакет файлов для загрузки музыки через Интернет в онлайн-магазине iTunes Store 8 февраля 2011 года. В версию для iTunes вошли два эксклюзивных бонус-трека − «The Fool on the Hill» и «Girl».
В 2016-м году Love занял 9-е место в опросе читателей Rolling Stone «10 лучших альбомов, спродюсированных Джорджем Мартином».

## Список композиций
В изданиях альбома для DVD-Audio и iTunes помещены более длинные версии песен «Revolution» и «Back in the U.S.S.R.», увеличивающие общее время звучания примерно на две минуты.
Все песни написали Джон Леннон и Пол Маккартни, за исключением особо отмеченных.
Трек-лист для CD-Audio и DVD-Audio изданий таков:
1. Because − 2:44
2. Get Back − 2:05
3. Glass Onion − 1:20
4. Eleanor Rigby / Julia (Transition; англ. переход) − 3:05
5. I Am the Walrus − 4:28
6. I Want to Hold Your Hand − 1:22
7. Drive My Car / The Word / What You’re Doing − 1:54
8. Gnik Nus − 0:55
9. Something / Blue Jay Way (Transition) (Джордж Харрисон) − 3:29
10. Being for the Benefit of Mr. Kite! / I Want You (She’s So Heavy) / Helter Skelter − 3:22
11. Help! − 2:18
12. Blackbird / Yesterday − 2:31
13. Strawberry Fields Forever − 4:31
14. Within You Without You / Tomorrow Never Knows (Харрисон, Леннон−Маккартни) − 3:07
15. Lucy in the Sky with Diamonds − 4:10
16. Octopus’s Garden (Ринго Старр) − 3:18
17. Lady Madonna − 2:56
18. Here Comes the Sun / The Inner Light (Transition) (Харрисон) − 4:18
19. Come Together / Dear Prudence / Cry Baby Cry (Transition) − 4:45
20. Revolution − 2:14 (CD) / 3:23 (DVD, iTunes)
21. Back in the U.S.S.R. − 1:53 (CD) / 2:34 (DVD, iTunes)
22. While My Guitar Gently Weeps (Харрисон) − 3:46
23. A Day in the Life − 5:08
24. Hey Jude − 3:58
25. Sgt. Pepper’s Lonely Hearts Club Band (Reprise) − 1:22
26. All You Need Is Love − 3:39

бонус-треки для iTunes
1. «The Fool on the Hill» — 3:30
2. «Girl» — 2:43

## Из чего скомпонованы треки альбома
Альбом Love включает в себя элементы из 130 отдельно изданных и демонстрационных записей The Beatles, и является комплексом ремиксов и полимиксов из многих песен, известным как «мэшап». Хотя полный список использованного не оглашался, основные сведения о том, как элементы микшировались, описывались в прессе.
- «Because» — В интервью для Entertainment Weekly упомянуто, что в этом открывающем альбом треке использованы звуки птиц из версии песни «Across the Universe», сделанной для Всемирного фонда дикой природы (WWF)[12]. Кроме того, чтобы «это звучало более по-британски», как сказал Джордж Мартин, была добавлена новая запись звуков голубя-вяхиря[12]. Также в конце песни вставлен финальный фортепианный аккорд из песни «A Day in the Life» в тональности Ля-мажор, плавно переходящий в начальный аккорд следующей ремикшированной песни — «Get Back».
- «Get Back» — Как сообщалось в прессе, в трек включён гитарный аккорд из песни «A Hard Day’s Night», барабанные и гитарные соло из песни «The End», перкуссия из песни «Sgt. Pepper’s Lonely Hearts Club Band (Reprise)», и оркестровая «зыбь» из песни «A Day in the Life»[13][14].
- «Glass Onion» — Эта версия короче оригинала и содержит фальцет Маккартни из «Hello, Goodbye», гитару из «Things We Said Today», медные секции из «Magical Mystery Tour» и «Penny Lane» и элементы «Only a Northern Song».
- «I Want to Hold Your Hand» — В интервью Джордж и Джайлз Мартины заявляли, что в этом треке были смикшированы вместе элементы как со студийной записи, так и с концертного выступления в Голливуд-боул[12].
- «Drive My Car» / «The Word» / «What You’re Doing» — Как уже сообщалось, в композицию включены гитарное соло из песни «Taxman» и секция духовых инструментов из песни «Savoy Truffle»[15].
- «Gnik Nus» — Как следует из названия, трек содержит вокальные партии из песни «Sun King», проигранные в обратном направлении[15].
- «Something» (с переходом из «Blue Jay Way») — в трек добавлены вокальные элементы из «Nowhere Man»[11].
- «Strawberry Fields Forever» — В рецензии на альбом указано, что эта версия начинается с акустической демозаписи первого варианта песни, сделанной Джоном Ленноном[16]. В трек также включена оркестровая секция из песни «Sgt. Pepper’s Lonely Hearts Club Band», фортепианное соло из песни «In My Life», духовые из песни «Penny Lane», аранжировки для виолончелей и клавесина из песни «Piggies» и кода (финал) из песни «Hello, Goodbye»[15].
- «Within You Without You» / «Tomorrow Never Knows» — В этом треке скомбинированы вокальные партии из песни «Within You Without You» с басом и барабанами из песни «Tomorrow Never Knows»[14].
- «Octopus’s Garden» — Согласно публикациям в USA Today и PopMatters, этот трек содержит аранжировку для струнных из песни «Good Night», звуковые эффекты и вокальные элементы из песен «Yellow Submarine», «Lovely Rita» и «Helter Skelter»[14][15].
- «Lady Madonna» — Трек включает вступление на перкуссии из песни «Why Don't We Do It in the Road?», гитарный рифф из песни «Hey Bulldog», гитарное соло Эрика Клэптона из песни «While My Guitar Gently Weeps» и соло на органе Билли Престона из песни «I Want You (She's So Heavy)»[17][18].
- «Here Comes the Sun» (с переходом из «The Inner Light») — Как отмечал Джайлс Мартин, в трек включены бэк-вокальные партии из песни «Oh! Darling» и партия бас-гитары из песни «I Want You (She’s So Heavy)»[19].
- «While My Guitar Gently Weeps» — В статье BBC отмечено, что Джордж Мартин выбрал для работы раннюю версию записи и написал новый оркестровый аккомпанемент для этого трека; использованная демоверсия была найдена в альбоме Anthology 3. Об этом также рассказывается в пятой части подкаста The Beatles 'LOVE' Podcast[16][20].
- «The Fool On The Hill» — В этот трек включены ситар из «Sea of Holes» (одного из написанных Джорджем Мартином для мультфильма «Yellow Submarine» инструментальных номеров, выпущенных на второй стороне альбома «Yellow Submarine»), партия фортепиано из песни «Dear Prudence», а также вокальные партии и духовые из песни «Mother Nature's Son».
- «Girl» — В этот трек добавлены ситар из песни «Within You Without You», гитара из песни «And I Love Her» и барабаны из песни «Being for the Benefit of Mr. Kite!».

## Сертификация
| Регион | Сертификация  | Продажи    |
| --- | ------------- | ---------- |
| Аргентина (CAPIF) | Золотой       | 20 000^    |
| Австралия (ARIA) | 2× Платиновый | 140 000^   |
| Бельгия (BEA) | Золотой       | 25 000*    |
| Канада (Music Canada) | 2× Платиновый | 200 000^   |
| Дания (IFPI Danmark) | 2× Платиновый | 80 000^    |
| Франция (SNEP) | Платиновый    | 200 000*   |
| Германия (BVMI) | 3× Золотой    | 300 000^   |
| Греция (IFPI Greece) | Золотой       | 7500^      |
| Ирландия (IRMA) | 3× Платиновый | 45 000^    |
| Италия | —             | 150,000    |
| Япония (RIAJ) | Платиновый    | 250 000^   |
| Мексика (AMPROFON) | Золотой       | 50 000^    |
| Нидерланды (NVPI) | Золотой       | 35 000^    |
| Новая Зеландия (RMNZ) | Платиновый    | 15 000^    |
| Польша (ZPAV) | Платиновый    | 20 000*    |
| Португалия (AFP) | Золотой       | 10 000^    |
| Испания (PROMUSICAE) | 2× Платиновый | 160 000^   |
| Швеция (GLF) | Золотой       | 20 000^    |
| Швейцария (IFPI Switzerland)                                                                                             | Платиновый    | 30 000^    |
| Великобритания (BPI) | 2× Платиновый | 600 000^   |
| США (RIAA) | 2× Платиновый | 2 000 000^ |
| Итого |               |            |
| Европа (IFPI) | 2× Платиновый | 2 000 000* |
| Мир | —             | 5 000 000  |
| * Данные о продажах приведены только на основе сертификации. ^ Данные о тиражах приведены только на основе сертификации. |               |            |